# Długa Wieś Trzecia
Długa Wieś Trzecia est une localité polonaise de la gmina de Stawiszyn, située dans le powiat de Kalisz en voïvodie de Grande-Pologne.